# Betty Field

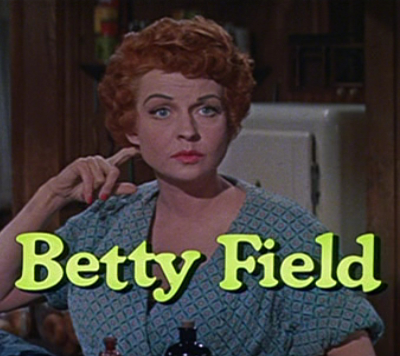
Betty Field i trailern till filmen Bus Stop (1956).

Betty Field, född 8 februari 1916 i Boston i Massachusetts, död 13 september 1973 i Hyannis i Massachusetts, var en amerikansk skådespelare.

## Filmografi i urval
- 1939 – Möss och människor
- 1941 – Skogarnas dotter
- 1942 – Ringar på vattnet
- 1945 – Sydstataren
- 1949 – En gangsters liv (The Great Gatsby)
- 1955 – Utflykt i det gröna
- 1956 – Bus Stop
- 1957 – Lek i mörker
- 1960 – Inte för pengar...
- 1962 – Fången på Alcatraz
- 1968 – Coogans bluff

## Teater

### Roller
| År   | Roll            | Produktion                         | Regi           | Teater                             |
| ---- | --------------- | ---------------------------------- | -------------- | ---------------------------------- |
| 1958 | Deborah Harford | A Touch of the Poet Eugene O'Neill | Harold Clurman | Helen Hayes Theatre, New York, USA |